# Mario Kindelán
Mario César Kindelán Mesa (* 10. September 1971 in Palma Soriano, Kuba) ist ein ehemaliger kubanischer Amateurboxer.

## Laufbahn
Kindelán bestritt 1987 seinen ersten Amateurkampf im Halbfliegengewicht, der Gewichtsklasse bis 48 kg. Sein erster Erfolg war ein Sieg bei den nationalen Schulmeisterschaften, 1988 siegte er dann im Bantamgewicht bei den kubanischen Juniorenmeisterschaften. Im folgenden Jahr war er für die Teilnahme an den Juniorenweltmeisterschaften vorgesehen, die ihm allerdings aufgrund einer Verletzung verwehrt blieb. Bei den kubanischen Meisterschaften gelang ihm 1989, 1991, 1992 sowie 1995 ein dritter Platz und 1994 der zweite Rang. 1999 bis 2003 wurde er fünf Mal in Folge Landesmeister.
1995 wurde er in der Vorbereitung auf die Panamerikanischen Spiele in Mar del Plata bei einer Dopingkontrolle positiv getestet und wurde anschließend von der AIBA gesperrt. Er beendete daraufhin seine Karriere, kehrte aber 1998 in den Ring zurück. Erst in dieser zweiten Phase seiner Karriere stellten sich die größeren Erfolge ein.
Kindelán gewann in seiner Karriere dreimal die Amateurweltmeisterschaft im Leichtgewicht: 1999 in Houston, 2001 in Belfast und 2003 in Bangkok.
Außerdem sicherte er sich zweimal die Goldmedaille im olympischen Boxturnier: bei den Olympischen Spielen 2000 in Sydney setzte er sich dabei im Finale nach Punkten gegen Andreas Kotelnik aus der Ukraine durch, bei den Spielen 2004 besiegte er im Endkampf Amir Khan.

### Weitere Erfolge
- Weltcup: 1998, 2002
- Panamerikanische Spiele: 1999 und 2003
- Zentralamerikanische und Karibische Spiele: 1993, 1998 (Finalsieg über Miguel Cotto)
- Goodwill Games: 1998, 2001
- Chemiepokal: 2004

Kindelán gewann in seiner Laufbahn 358 Kämpfe bei 22 Niederlagen, sein letzter Kampf war eine Niederlage gegen Amir Khan am 14. Mai 2005 im Rahmen eines Länderkampfs England gegen Kuba. Dies war zugleich auch Khans letzter Amateurkampf vor seinem Wechsel in das Profilager.